# Boy vampiro
Boy vampiro (también conocido como N/N y como Yo, vampiro) es una serie de historieta de temática vampírica y de aventuras con guion de Carlos Trillo y dibujos de Eduardo Risso.
Presenta una peculiar versión de los vampiros, cuya condición es inducida por la caída de un extraño meteorito durante la época del Antiguo Egipto. Tras sufrir sus efectos, los vampiros adquieren una fuerza, rapidez y resistencia superiores, pueden moverse tanto de día como de noche y pueden regenerarse mediante la luz solar, siendo prácticamente indestructibles. El vampirismo también afecta a su metabolismo de forma que adquieren un apetito voraz, siendo capaces de devorar cantidades enormes de alimentos, pero solo la sangre los sacia temporalmente.
El protagonista es un niño, hijo del faraón Khufu, cuyo padre muere antes de poder darle un nombre. Lleva una existencia solitaria y frenética, huyendo de su enemiga Ahmasi, la concubina favorita de su padre y sacerdotisa de un dios serpiente, una mujer cruel y despiadada, obsesionada con destruirle y que lo ha perseguido por el mundo a lo largo de los siglos matando a sus seres queridos.
Esta serie de cómics fue reeditada con variados nombres, y sólo fue concluida en la edición de Norma Cómics. En Argentina la serie fue conocida originalmente con el nombre de N/N, haciendo alusión a los muertos anónimos, recuerdo que salió en los especiales de la editorial Columba con coloreado tipo acuarela. Posteriormente el hijo del faraón apareció publicado en Meridiana Cómics en 1995 con el nombre Boy vampiro, publicando varios capítulos en un formato de 24 páginas semejante al cómic americano. Finalmente, en el año 2005 Norma Cómics terminó publicando la serie completa en 4 tomos de 160 páginas con el nombre de Yo, vampiro.
La serie también ha sido publicada en Italia y en los Estados Unidos.